# Ceratobranchia delotaenia
Ceratobranchia delotaenia är en fiskart som beskrevs av Chernoff och Machado-allison, 1990. Ceratobranchia delotaenia ingår i släktet Ceratobranchia och familjen Characidae. Inga underarter finns listade i Catalogue of Life.